# 龔弘
龔弘（1451年—1526年），字元之，號蒲川，直隸嘉定縣（今上海市嘉定區）人，民籍，明朝政治人物，官至工部尚書。

## 生平
早年出身國子生，成化十年（1474年）甲午科應天府鄉試第二十八名。成化十四年（1478年）戊戌科會試第十七名，殿試登進士第三甲第一百一十六名。授嚴州府推官，政績卓著。历升兖州府知府，弘治十四年（1501年）四月升浙江右参政，歸養十餘年。正德九年正月起升福建右布政使，十年三月升湖廣左布政使，十一年九月升應天府尹。黃河氾濫，正德十三年，龔弘由應天府尹擢右副都御史，總督河道。武宗南巡，稱之為幹事老臣。擢工部侍郎，並領河事，河道之事設專職自龔弘為始。五次上疏請歸，獲准擢工部尚書致仕。嘉靖五年（1526年）卒，年七十六。

## 著作
有《玉书楼稿》。曾修《嘉定县志》。

## 遺跡

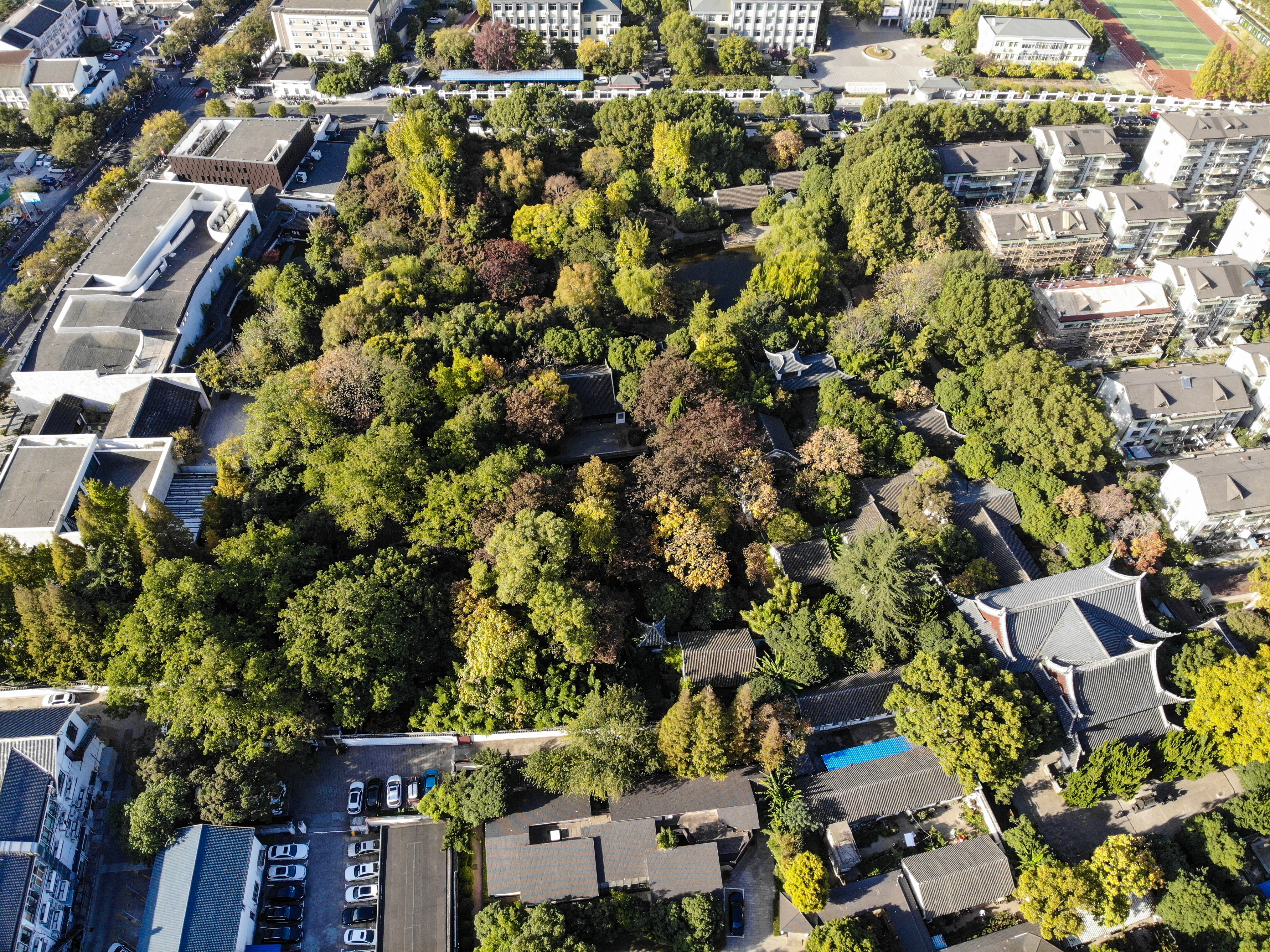
嘉定秋霞圃

原龚弘宅第後院，現為嘉定秋霞圃的一部分。

## 家族
曾祖父龔子安。祖父龔德華。父亲龔僎。母王氏。具慶下。弟龔弛。